# Țuglui (gmina)
Țuglui – gmina w Rumunii, w okręgu Dolj. Obejmuje miejscowości Jiul i Țuglui. W 2011 roku liczyła 2834 mieszkańców.